# (4575) Broman
(4575) Broman est un astéroïde de la ceinture principale.

## Description
(4575) Broman est un astéroïde de la ceinture principale. Il fut découvert le 26 juin 1987 à l'observatoire Palomar par Eleanor Francis Helin. Il présente une orbite caractérisée par un demi-grand axe de 3,00 UA, une excentricité de 0,05 et une inclinaison de 10,9° par rapport à l'écliptique.

## Compléments